# PJ-II Dreamer
PJ-II Dreamer — двухместный самолёт с тандемной посадкой пилотов (друг за другом), композитным планером и убираемым шасси. Оснащён двумя импеллерами и двигателем внутреннего сгорания GM LS6 5,7 литра V8 мощностью 388 л. с. (287 КВт).

## Описание
Внешне PJ-II Dreamer выглядит как двухмоторный реактивный истребитель. Может развивать скорость 350 км/ч и выдерживать перегрузки в +6/-4. Это позволяет выполнять фигуры простого пилотажа.
Самолёт выделяется из других подобных аппаратов своей силовой установкой — вентилятор в канале. Это придаёт самолёту свойства управления как у реактивного самолёта, но с меньшей стоимостью эксплуатации, содержания и простоты, чем самолёт с турбореактивным двигателем.
Летающий прототип самолёта PJ-II Dreamer был разработан, построен и испытан в воздухе специалистами компании Aeroconcept LLC, которая находится в Волгограде. Учредителями компании являются:
- Константин Емельянов — основатель компании и инвестор. В прошлом — руководитель завода и строительной компании.
- Андрей Волошин — шеф-пилот компании и лётчик-испытатель. В прошлом — пилот авиалиний.
- Бен Колотилин — автор идеи и конструктор. В прошлом — пилот гражданской авиации.

Самолёт задуман как набор-конструктор. При использовании в США может быть сертифицирован в категории E-AB.

## Конструкция
Время строительства PJ-II Dreamer от покупки набора до лётного состояния должно занимать ориентировочно 1800—2000 человеко-часов. Самолёт имеет свободнонесущее крыло (стреловидность 25°). Такую же стреловидность имеет горизонтальное оперение, но, в отличие от крыла, имеет отрицательную V. Киль двойной. Фонарь одночастный, закрывающий обе кабины. Убирающееся шасси с носовой стойкой. Два воздушных канала для вентиляторов в канале.
На прототип самолёта установлен двигатель внутреннего сгорания GM LS6. При этом двигатель может быть установлен любой из серии LS (3; 6; 7). Двигатели из серии LS имеют одинаковые наружные размеры и монтажные точки. Эти двигатели были разработаны для работы с большими нагрузками, поэтому могут эксплуатироваться на высоких оборотах продолжительное время. Выбор двигателя также определён тем, что эта серия не нуждается в полной переделке для применения в авиации.
В системе вентиляторов в канале используется мультипликатор, который соединён с двигателем через демпфирующий маховик. Мультипликатор имеет два выходящих фланца, которые незначительно выдаются в воздушные каналы вентиляторов, с которыми они соединяются валами. Мультипликатор закреплён на двигателе, установленном в фюзеляже за кабиной пилотов. Мультипликатор увеличивает обороты вентиляторов до 7200 оборотов на взлётном режиме (обороты двигателя 5000).
Фюзеляж собирается из композитных сандвич-панелей, сделанных при помощи вакуумной формовки. На самолёте используется обшивка из сандвич-панелей с нервюрами и шпангоутами из того же материала.

## Спецификация
Источник данных: Официальный сайт компании

Технические характеристики
- Экипаж: 2
- Длина: 8,49 м
- Размах крыла: 8,05 м
- Высота: 3,0 м
- Площадь крыла: 10 м2
- Масса пустого: 1060 кг
- Максимальная взлётная масса: 1450 кг
- Масса топлива во внутренних баках: 280 л
- Силовая установка: 1 × 5,7 литровый V8 жидкостного охлаждения General Motors LS6
- Мощность двигателей: 1 × 388 л.с. (1 × 287 кВт)
- Воздушный винт: 2 × 5-лопастных в каналах

Лётные характеристики
- Максимально допустимая скорость: 350 км/ч
- Крейсерская скорость: 300 км/ч
- Скорость сваливания: 100 км/ч
- Практическая дальность: 1200 км
- Практический потолок: 4000 м
- Скороподъёмность: 14 м/с
- Длина разбега: 500 м
- Длина пробега: 500 м